# Televize přes anténu (televizní stanice)
Televize přes anténu je česká televizní stanice, která informovala diváky o přechodu na vysílací standard DVB-T2. Nyní slouží jako informační kanál společnosti Digital Broadcasting.

## Vysílání
Oficiální vysílání započalo 19. listopadu 2019. Stanice informovala diváky na přechod na nový standard DVB-T2. Vysílala v Regionální síti 7, která své vysílání ukončila 31. října 2020 ve 23:59, a tím došlo také k ukončení vysílání kanálu. Nějaký čas nevysílala. Nakonec se ale 19. listopadu 2020 vrátila do pozemního vysílání, tentokrát ale do DVB-T2 Multiplexu 24. Stanice vysílá smyčku několika videí s Janem Čenským, ale také s anténářem Jakubem Melínem, který zde popisuje technické podrobnosti o set-top-boxech a televizních anténách.